# FN EGLM榴彈發射器
FN EGLM（直译：「增強型榴弹发射器組件」；公司商業型名稱：FN40GL，軍用型正式名稱：Mk 13 EGLM）是一款由比利时埃斯塔勒國營工廠（英語：Fabrique Nationale de Herstal，簡稱：FN）原本為FN F2000而研發的單發下掛式榴弹发射器，發射40×46毫米低速榴彈。設計上是提供給FN F2000及FN SCAR裝備，也可通過增加手槍握把及槍托配件改裝成一個獨立的肩射型榴彈發射器武器系統。

## 歷史
1995年，埃斯塔勒國營工廠公司推出採用模塊化設計的FN F2000，其槍管下方可以加裝GL1下掛式榴彈發射器模塊，其顏色及外觀設計與F2000融為一體，並且命名為GL1。
到了2004年，FN SCAR-L和SCAR-H也採用模塊化設計，並加裝有下掛式榴彈發射器組件，這個榴彈發射器正是以GL1為藍本並且改進而成的，國營赫斯塔爾公司內部命名為“增強型榴彈發射器組件（EGLM）”，對外稱為FN40GL。FN40GL的顏色及外觀設計同樣與掛載它的SCAR-L及SCAR-H融為一體，這種融合性比之GL1與F2000的融合性還要更強。與SCAR-L與SCAR-H有褐色及沙漠色兩種塗裝一樣，FN40GL也有相應的兩種顏色與之對應。其競爭對手是黑克勒&科赫的XM320。其後美國特種作戰司令部正式將FN40GL命名為Mk 13 Mod 0下掛式榴彈發射器，而XM320則移除「X」字以後改稱為M320並且被美国陆军所採用。
2011年12月9日，美國海軍地面戰鬥中心（英語：Naval Surface Warfare Center，簡稱：NSWC）發布了一個唯一來源5年IDIQ採購通告，採購項目當中包括Mk 13 Mod 0（40 毫米EGLM）。

## 設計細節
FN40GL被視為第三代榴彈發射器，這意味著它是一個多功能的榴彈發射器：它可以用以下掛於步槍以上使用，或是作為一個獨立的系統；它使用一些例如铝、复合材料和聚合物的材料所製成；而且其後膛裝填打開到側以便使用延長型40毫米榴彈（包括非致命性彈藥），以至「長矛」40毫米制導榴彈。
下掛於步槍以上使用時，FN40GL通過機匣頂部的導軌凹槽連接在步槍護木底部的MIL-STD-1913戰術導軌上，並且以其機匣右側的兩個鎖定桿固定，而無需專門的安裝硬件或是安裝在步槍以上的其他位置。這兩個鎖定桿一前一後設置，當將FN40GL裝於步槍護木底部時，將前方的鎖定桿向後壓倒、後方的鎖定桿向前壓倒，即可將FN40GL牢固的鎖定在步槍護木底部。而需要拆卸下來時，則只需要將兩個鎖定桿扳起，可非常簡便地將FN40GL從步槍以上拆卸下來。
FN40GL由機匣、槍管、純雙動操作扳機座組成。其軍用標準的堅硬鋁合金製造槍管表面具有啞光黑的耐腐蝕處理，因此具有高耐用性和重量輕便等優勢。槍管採用側擺式中折式裝填結構，槍管尾端可向左側或右側擺動以打開膛室，進行裝彈或退殼操作，無論左撇子或右撇子都可以靈活地操作。FN40GL亦使用了與M203相同的高低壓系統。

### 槍管鎖定杆

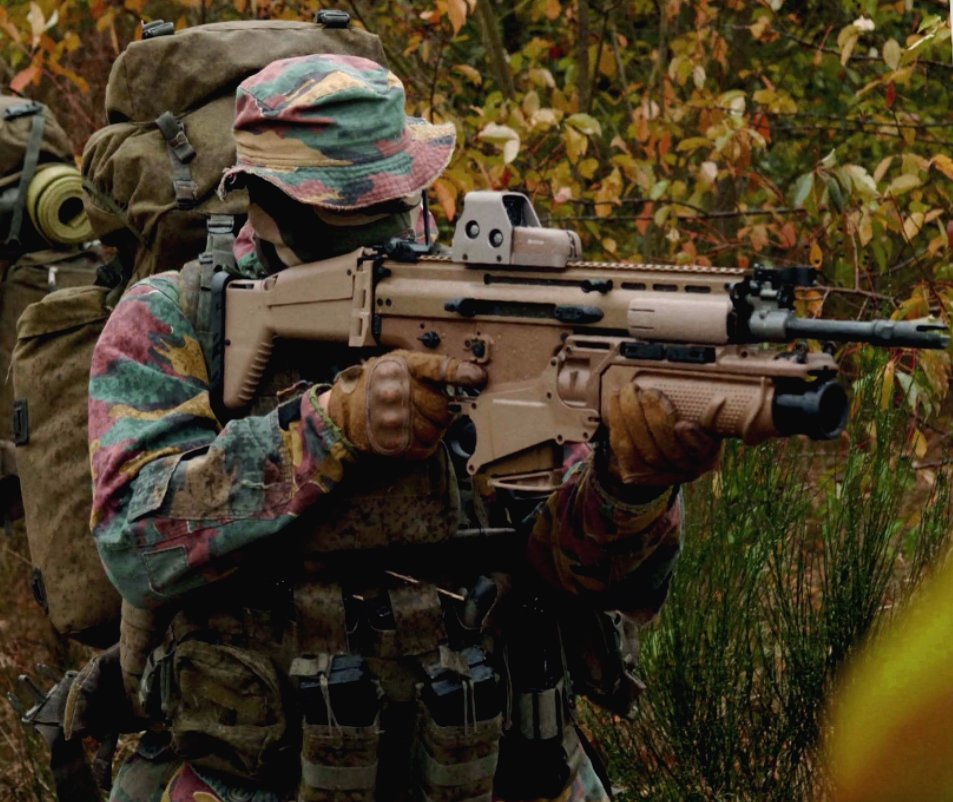
比利時特種兵使用裝上EOTECH全息瞄準鏡與FN EGLM榴彈發射器的FN SCAR H戰鬥步槍
這是FN EGLM的下掛FN SCAR-H（Mk 17）衍生型，簡稱FN40GL-H。

槍管鎖定杆位於機匣左側，槍管固定到位後，將鎖定桿向前壓下，即可將槍管鎖定。若想打開膛室，只需將鎖定桿扳起，即可使槍管尾部向左側或右側擺動，從而打開膛室。

### 扳機座組件
扳機座組件是以聚合物製造。當下掛於SCAR-L或SCAR-H時，其機匣後端抵在步槍彈匣座前側面，扳機距離步槍的握把較遠。為了便於握握把之手不需移動即可扣動其扳機，下掛使用時，FN40GL採用長扳機座，此時其扳機聯動桿恰好位於SCAR-L或SCAR-H的握把之前不遠處，緊握步槍的手槍握把之手的中指前伸，恰好可搭在FN40GL的扳機上，扣動非常方便。同時為了避免長扳機座與步槍的彈匣相互干涉，扳機座採用中空設計，便於彈匣從中穿過。而單獨使用時，需要改用一個短扳機座，當擴展機匣組件裝上後，其扳機聯動桿也恰好位於握把之前，扣扳機的動作與操作下掛使用的FN40GL完全是一樣的。FN40GL採用純雙動操作扳機，通過扣壓扳機完全釋放擊針、擊發榴彈的動作，當出現首次未擊發榴彈時，並可快速補火射擊。行程較長並可使其避免意外走火事故。

### 裝上及拆卸
FN40GL可下掛使用，也可單獨使用。下掛使用時，通過其也是以聚合物製造的機匣頂部的導軌槽連接在SCAR-L或SCAR-H護木下方的MIL-STD-1913戰術導軌上，由位於其機匣右側的兩個鎖定桿固定。這兩個鎖定桿一前一後設置，當將FN40GL裝於SCAR-L或SCAR-H護木下方時，將前方的鎖定桿向後壓倒、後方的鎖定桿向前壓倒，即可將FN40GL牢固鎖定在護木下方。而需要拆卸下來的時候，只需將兩個鎖定桿扳起，可非常簡便地將FN40GL從步槍上取下。
而在單獨使用時，需對FN40GL進行簡單地組裝改造。首先要利用其機匣頂部的導軌槽安裝一個擴展機匣組件，FN40GL與擴展機匣的連接同樣由兩個發射器鎖定桿鎖定。另一個需要改造的是將長扳機座組件改為短扳機座。改回下掛使用時則是相反步驟。

### 擴展機匣

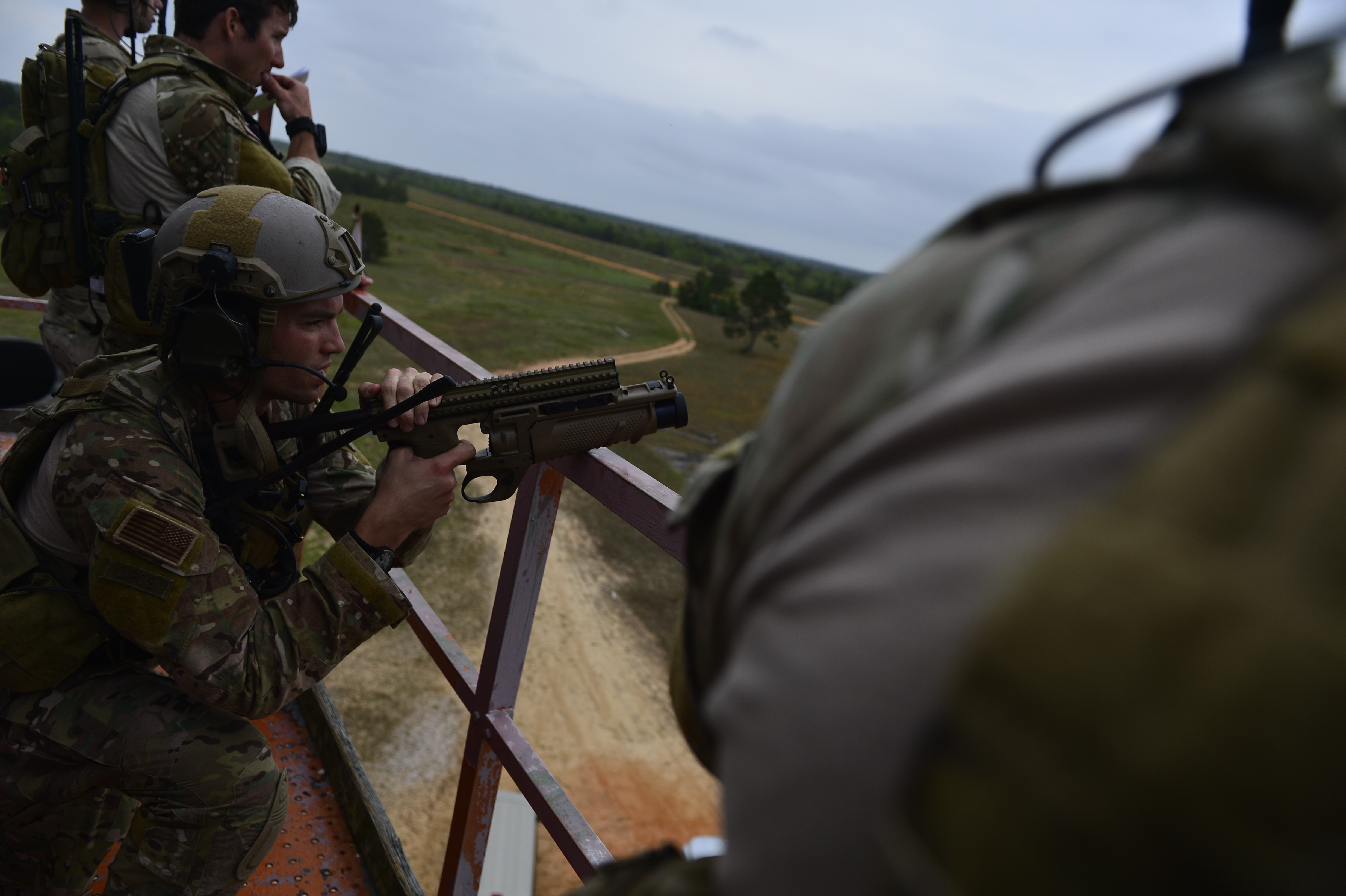
美国空军士兵使用FN40GL。

其擴展機匣組件包括擴展機匣及安裝於其上的手槍握把、伸縮式槍托。擴展機匣也是以聚合物製造，內部鑲嵌鋼質件，以安裝其伸縮式槍托。擴展機匣除底部帶有MIL-STD-1913戰術導軌外，其頂部及左、右側面均設有MIL-STD-1913戰術導軌，可以安裝其機械瞄具、光学瞄准镜、紅點鏡、夜視鏡、火控系統、雷射瞄準器或其他附件。手槍握把部分同樣以聚合物製成，和SCAR一樣可以與M16用的握把（例如A2型）可互換。

### 外觀分辨

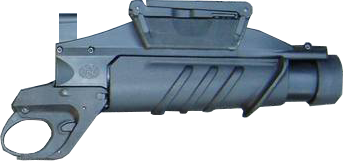
FN40GL的原型：GL1。

而分辨下掛於FN F2000的GL1和下掛於FN SCAR的EGLM的方法，就是其護木的防滑紋和其兩側。有三條大型防滑紋和右側整合了立式標尺、準星和MIL-STD-1913戰術導軌的是GL1，而有一條大型防滑紋、數條小型防滑紋加上凸出表面和右側為兩條連接FN SCAR下方的戰術導軌時緊扣於戰術導軌的鎖定桿、左側為槍管鎖鈕的是EGLM。

### 與其他榴彈發射器比較
FN40GL比與美國著名的M203系統的槍管前推打開膛室方式有著數個優勢，包括：可直接由持槍之手的食指按發扳機（只是下掛的步槍的扳機的下方），如果榴彈沒有發射時只要再扣下扳機即可進行再擊發動作而無需回到待擊狀態，不同長度榴彈的兼容性更好，尤其是可以對應較長的榴彈，因此可發射的榴彈類型可以有進一步的擴展。而與黑克勒&科赫公司的HK AG36、AG-C/EGLM及M320榴彈發射器槍管尾端只能向左側擺出的結構相比，FN40GL的膛室打開方式更方便，無論何種射擊姿勢或何種射擊位置，均可方便地以自己順手的方式打開膛室。在激烈的戰場環境中，無論以任何射擊姿勢都可以輕易地從膛室裝彈和退彈，這種兩側都能擺動的側擺式結構具有十分明顯的優勢。但相對的，M203、AG-C/EGLM和M320都可下掛於M4卡賓槍和其他北約國家的步槍上使用，而目前FN40GL只能下掛於SCAR-L或SCAR-H上。

## 衍生型
- FN F2000下掛型（GL1）
- EGLM（FN40GL、Mk 13 Mod 0）
  - FN SCAR-L（Mk 16）下掛型（FN40GL-L）
  - FN SCAR-H（Mk 17）下掛型（FN40GL-H）
  - 獨立式榴彈發射器（FN40GL-S、FN SCAR 40G）

## 使用國
- 比利时
  - 比利時國防軍
- 賽普勒斯
  - 塞浦路斯國民警衛隊特種部隊單位
- 芬兰
  - 芬蘭國防軍特種部隊單位
- - 格魯吉亞武裝部隊
- - 肯尼亞國防軍特種部隊單位
- 利比亞
  - 利比亞國民軍（GL-1）
- 墨西哥
  - 墨西哥陸軍（英语：Mexican Army）特種部隊單位
- 波蘭
  - 波蘭武裝部隊行動應變及機動組
- 葡萄牙
  - 葡萄牙陸軍（英语：Portuguese Army）[6]
- 沙烏地阿拉伯
  - 沙特國家衛隊（英语：Saudi Arabian National Guard）（GL-1）
- 西班牙
  - 西班牙國家警隊（英语：National Police Corps）（GL-1）
- 乌克兰
  - 烏克蘭武裝部隊
- 美国
  - 美國特種作戰司令部
  - 美國海軍地面戰鬥中心（英语：Naval Surface Warfare Center）[4]

## 流行文化
FN EGLM榴彈發射器系列同時出現在少數电影、电視剧、电子游戏和动画裡，例如

### 電影
- 2011年—：型號為FN40GL，以黑色獨立式榴彈發射器樣式登場，由NEST士兵所使用。
- 2012年—：型號為FN40GL，下掛於「闇蝕」雷·凱利根（「Blackout」Ray Carrigan，尊尼·威特沃斯飾演）的溫徹斯特M1300手槍握把型上並且被其所使用。
- 2013年—《玩命關頭6》：型號為FN40GL，下掛於吉賽兒·耶莎（Gisele Yashar，盖尔·加朵飾演）的FN SCAR-L CQC上並且由其所使用。
- 2014年—《美國隊長2：酷寒戰士》：型號為FN40GL獨立樣式修改型，可從槍管與框架之間的間隙發射盤形彈，由「寒冬戰士」詹姆斯·巴奇·巴恩斯（法蘭克·葛里洛飾演）所使用。
- 2014年—：型號為FN GL-1，下掛於迭戈（Diego，諾埃爾·古列爾米飾演）的莫斯伯格590手槍握把水手型上並且由其所使用。
- 2018年—《红海行动》：型号为FN40GL，下挂于中国人民解放軍海军“蛟龙突击队”部分队员的FN SCAR-L突击步枪上并由其所使用。

### 電視劇
- 2012年—《超越时间线》：2014年5月4日第3季第7集（播出順序為第30集）「敵我之間」（英語：Waning Minutes），下掛於斯特凡·賈沃斯基（Stefan Jaworski，邁克·道帕德飾演）的FN SCAR-L CQC上並且由其所使用。
- 2014年—《閃電俠》：型號為FN40GL：
  - 2015年3月31日第1季第17集「魔術師」（英語：Tricksters），下掛於阿克塞爾·沃克／第二位魔術師（Axel Walker/The Trickster II）的FN SCAR-L上並且由其所使用。
  - 2015年5月5日第1季第21集「格魯德還活着」（英語：Grodd Lives），下掛於裝甲強盜的FN SCAR-L上並且由其所使用。

### 電子遊戲
- 2002年—：型號為FN GL-1，下掛於FN F2000（遊戲中命名為《SC-20K》）並且由主角山姆·費雪所使用。
- 2004年—：型號為FN GL-1，下掛於FN F2000（遊戲中命名為《SC-20K》）並且由主角山姆·費雪所使用。
- 2005年—：型號為FN GL-1，下掛於FN F2000並且由英國特種空勤團（资料片專有）所使用。
- 2005年—：型號為FN GL-1，下掛於FN F2000。
- 2005年—：型號為FN GL-1，下掛於FN F2000戰術型（遊戲中命名為《SC-20K》）並且由主角山姆·費雪所使用。
- 2006年—：命名為《榴彈發射器》，下挂于SCAR-L和SCAR-H。
- 2006年—：型號為FN GL-1，下掛於FN F2000戰術型（遊戲中命名為《SC-20K》）並且由主角山姆·費雪所使用。
- 2007年—：型號為FN40GL，下挂于貝瑞塔Rx4；FN GL-1下掛於FN F2000（主机版，遊戲中命名為《SC-20K》）；（PC 版）下挂于 SCAR-L STD 和 SCAR-H CQC，命名为GL（榴弹发射器）。
- 2007年—《系列》：型號為FN GL-1，下掛於FN F2000（遊戲中命名為《FT 200M》）並且由競技場戰鬥員和切爾諾貝利核電站壩段內部成員所使用。
- 2007年—：型号为FN GL-1，下挂于强袭AUG，奇怪的使用FN40GL的扳机座且建模上扳机座穿过了下挂枪械的握把护圈，扳机被奇怪的用于充当发射器的拉机柄。发射子母榴弹。
- 2008年—：型號為FN40GL，下挂于XM8，奇怪地扳機座裡有一個鈎型扳機。
- 2009年—：2010年6月29日獨立资料片《武裝行動2：箭頭行動》（ArmA 2: Operation Arrowhead），型號為FN40GL，下挂于Mk 16 Mod 0或獨立式榴彈發射器樣式，由美國陸軍所使用。
- 2009年—：型號為FN40GL，下挂于Mk 16 Mod 0並且由美國海軍陸戰隊所使用。
- 2010年—：型號為FN GL-1，下掛於FN F2000戰術型（遊戲中命名為《F2000 Assault》）。
- 2010年—《榮譽勳章2010》：型號為FN GL-1，下掛於FN F2000戰術型，只能在聯機模式使用。
- 2012年—：型號為FN40GL，命名為「Mk40GL」。具有獨立式榴彈發射器樣式或槍管下掛樣式，可以發射煙霧彈、破片彈和EMP彈。聯機模式時獨立式榴彈發射器樣式為次要武器，由偵察兵所使用；槍管下掛樣式時能夠下掛在魅影小組多款突擊步槍上，包括：ACR、HK417、TAR-21、Mk 14 Mod 0／1和F2000戰術型。
- 2012年—《戰爭前線》：型號為Mk 13 Mod 0，命名為“槍掛型榴彈發射器”，专家解锁，作為步槍下掛榴彈發射器，可以安装在除新手、普通解锁以及AS Val以外的所有步枪上。扳機奇怪的與膛室在一個水平線上，奇怪地操作動作為GP-25的動作和裝填方式為GP-25的彈藥前裝式而非打開膛室式裝彈。发射原创的碰炸/延时二合一型榴弹（近距离发射时为延时榴弹，发射超过一定距离后变为碰炸榴弹），携弹量为1发且无备弹，弹药无法被除抵达检查点以及使用复活币复活外的任何方式补充。
- 2013年—：下掛于Katiba 6.5mm、Mk 20和TRG-21等突擊步槍上，發射破片彈、信號彈和煙霧彈。
- 2013年—：取代前作的M203和M320。型號為FN40GL，命名為「FN 40GL」，黑色槍身，初始攜彈量為1發（戰役模式和聯機模式）和3發（戰役模式，ARX-160），最高攜彈量為1發（戰役模式和聯機模式）和6發（戰役模式，ARX-160）。能夠下掛在遊戲內所有突击步枪和轻机枪上。
- 2016年—：型號為FN40GL，下掛在OSA上。
- 2019年—：型號為FN40GL，作為FN Scar 17的改裝配件登場。
- 2021年—《戰地風雲2042》：型號為FN40 GL，安裝在SFAR-M GL上。
- 2022年—《決勝時刻：現代戰爭II 2022》：型號為FN40GL，作為TAQ-56的改裝配件登場。

### 動畫
- 2006年—《無罪的維納斯》：型號為FN GL-1，下掛於FN F2000並且由日本軍隊所使用。
- 2008年—及2010年—：型號為FN GL-1，下掛於FN F2000並且由御坂妹妹們（聲優：佐佐木望）所使用。

## 資料來源
1. 1 2 3 4  . http://fnhusa.com - FNH USA Official Website. 2012  [2012-09-05]. （原始内容存档于2013-09-04）. 外部链接存在于|publisher= (帮助)
2. 1 2 3 4 5  . http://fnhusa.com - FNH USA Official Website. 2012  [2012-09-05]. （原始内容存档于2013-08-30）. 外部链接存在于|publisher= (帮助)
3. ↑  Navy to buy additional FN SCAR Mk. 13, Mk 16, Mk. 17 and Mk. 20 （页面存档备份，存于） – The Firearm Blog, December 15, 2011
4. 1 2  . Fbo.gov. 2011-12-09  [2011-12-19]. （原始内容存档于2012-04-06）.
5. ↑  FN SCAR 47GL / MK 17 的存檔，存档日期11 November 2013. - SAdefensejournal.com, 9 January 2012
6. ↑  .   [2019-06-13]. （原始内容存档于2019-03-06）.

- （英文）—Official FN assault rifles page, including all EGLM（页面存档备份，存于）
- （英文）—FNH USA MK13 EGLM Enhanced Grenade Launcher Module[永久]

## 外部連結
- （英文）—Gunpedia—FN EGLM（页面存档备份，存于）
- （英文）—Defense Tech: Meet the SCAR
- （英文）—Sgcusa.com—FN SCAR Heavy CQC
- （英文）—NDIA SCAR 2006 BLACKfinal2may06.ppt（页面存档备份，存于）
- （英文）—weaponsystems.net－EGLM（页面存档备份，存于）
- （英文）—YouTube上的Shooting the FN MK 13 EGLM at 2013 Shooting Industry Masters
- （简体中文）—D Boy Gun World（槍炮世界）—Mk13 EGLM榴弹发射器（页面存档备份，存于）
- （繁體中文）—Civilian Gunner—Mk13 EGLM/ FN40GL（页面存档备份，存于）
- （繁體中文）—人民網—FN SCAR：美軍特種部隊之善變槍寵（4）—EGLM榴彈發射器（页面存档备份，存于）